# مانکیز آیبرو (کنتاکی)
مانکیز آیبرو (به انگلیسی: Monkey's Eyebrow) یک منطقهٔ مسکونی در ایالات متحده آمریکا است که در شهرستان بالارد، کنتاکی واقع شده‌است. مانکیز آیبرو ۱۱۰٫۰۳ متر بالاتر از سطح دریا واقع شده‌است.